# La Ceja (kommun)
La Ceja är en kommun i Colombia.   Den ligger i departementet Antioquía, i den centrala delen av landet, 210 km nordväst om huvudstaden Bogotá. Antalet invånare är 46 268. Arean är 131 kvadratkilometer.
Terrängen i La Ceja är huvudsakligen kuperad, men åt sydväst är den bergig.